# Otto Kleinschmidt
Otto Kleinschmidt (Kornsand, 13 december 1870 – Lutherstadt Wittenberg, 25 maart 1954) was een Duitse ornitholoog, theoloog en pastor.

## Carrière
Kleinschmidt werd geboren als zoon van fabrieksopziener Adolph Kleinschmidt en zijn vrouw Elise (meisjesnaam Dreydorff) in Kornsand bij Geinsheim am Rhein. Het huis van de familie lag in de ongerepte natuur. Otto Kleinschmidt was als jonge jongen al geïnteresseerd in de natuur en de wereld van de vogels. Daarnaast was het een soort familietraditie om te onderzoeken en te verzamelen. Al op achtjarige leeftijd zette Otto zijn eerste vogels op.
Hij introduceerde een typologisch soortconcept in de Duitse ornithologie. Zijn Formenkreis-theorie beïnvloedde de vroege ideeën van Erwin Stresemann. Anderen beschouwen hem als een van de eerste biogeografen. Zijn standpunt was dat soortgelijke "vormen" (soorten) die in geografisch afgelegen gebieden worden aangetroffen, verklaard konden worden door "formatie-ringen", met een vaste reeks eigenschappen. Hierdoor kon hij creationisme aanhangen en tegelijkertijd biogeografische overeenkomsten verklaren.
Kleinschmidts boek Die Formenkreislehre und das Weltwerden des Lebens (1926) werd in 1930 vertaald door Francis Jourdain als The Formenkreis Theory and the Progress of the Organic World. Gemengde recensies verschenen in Amerikaanse en Britse tijdschriften.
Wetenschapshistorici Georgy S. Levit, Kay Meister en Uwe Hoßfeld hebben opgemerkt dat:
Kleinschmidts creationistische concept leidde hem niet alleen tot de verwerping van de Darwinistische afstammingstheorie, maar ook tot de ontkenning van de post-Mendeliaanse genetica. Zijn kritiek op de darwinistische principes is een van de meest intensieve en uitgebreide aanvallen op het eigenlijke evolutionisme. Tegelijkertijd leverden zijn onderzoeken naar de individuele en geografische variatie van palearctische vogels waardevolle biologische gegevens op, die bijdroegen aan de empirische basis van de biologische systematiek.

Professor in de biologie Eugene Potapov stelt dat ondanks dat de geschriften van Kleinschmidt onduidelijk zijn en tegenwoordig zelden worden geciteerd, hij toch "de moderne genetische benadering schetste van het begrip van de systematiek van grote valken."

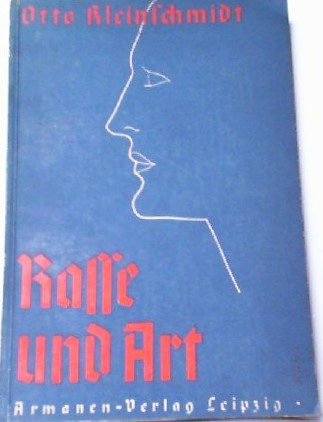
Boek: 'Rasse und Art' (1933)

## Publicaties
- 1897: Journal für Ornithologie 45: 518–519.
- 1897: Die paläarktischen Sumpfmeisen. In: Ornithologisches Jahrbuch, 45-103
- 1900: Arten oder Formenkreise? Journal für Ornithologie 48:134–139
- 1903: Ornis von Marburg
- 1912: Falco Peregrinus. In: Berajah. Zoographia infinita.
- 1913: Die Singvögel der Heimat. Verlag von Quelle & Meyer, Leipzig.
- 1922: Homo Sapiens (L.) Eine naturgeschichtliche Monographie des Menschen. In: Berajah. Zoographia infinita.
- 1926: Der weitere Ausbau der Formenkreislehre. Journal für Ornithologie 74: 405–408.
- 1926: Die Formenkreislehre und das Weltwerden des Lebens. Halle a. d. Saale
- 1929: Führer durch die Schausammlungen des Forschungsheims für Weltanschauungskunde in Wittenberg. Wittenberg
- 1929: Die Aufgabe des Forschungsheims für Weltanschauungskunde. In: Leopoldina. Berichte der Kaiserlich Leopoldinischen Deutschen Akademie der Naturforscher zu Halle, Bd. 5. Leipzig, 9-14
- 1930: Naturwissenschaft und Glaubenserkenntnis. Berlin
- 1931: Der Urmensch. Leipzig
- 1933: Kurzgefaßte deutsche Rassenkunde. Armanen-Verlag, Leipzig (In beslag genomen omdat het niet voldeed aan de nationaalsocialistische idealen, en 3 maanden later heruitgegeven als 'Rasse und Art'.)
- 1933: Blut und Rasse. Die Stellung des evangelischen Christen zu den Forderungen der Eugenik. Verlag Martin Warneck, Berlin.
- 1958: Die Raubvögel der Heimat. Klassiker der Ornithologie. Leipzig 1934, 3. Aufl. Wittenberg
- 1935: Katalog meiner ornithologischen Sammlung. Halle a. d. Saale
- 1936: Neues zu dem alten Thema „Entwicklungsgedanke und Schöpfungsglaube“. In: Zeitschr. Theol. u. Kirche, H. 3, 241-254
- 1949: Die Haselhühner der Sowjetunion unter den Gesichtspunkten der Weltformenkreisforschung. In: Beitr. taxon. Zool., 101-121
- 1949: Die Kolibris, Die Neue Brehm-Bücherei Bd. 1, Wittenberg
- 1950: Der Zauber von Brehms Tierleben, Die Neue Brehm-Bücherei Bd. 20, Leipzig
- 1950. Leben und Werk. Syllegomena Biologica, Leipzig: Wittenberg.